# Split Enz
Split Enz est un groupe de new wave néo-zélandais fondé en 1973 par Tim Finn (en) et Phil Judd (en) et populaire à la fin des années 1970 et au début des années 1980.
Il s'est fait connaitre dans le monde entier grâce à ses tubes I Hope I Never (en), Message to My Girl (en) ainsi que I Got You (en).

## Discographie
- 1975 : Mental Notes
- 1976 : Second Thoughts
- 1977 : Dizrythmia
- 1979 : Frenzy
- 1980 : True Colours
- 1981 : Waiata (Corroboree)
- 1982 : Time and Tide
- 1983 : Conflicting Emotions